# Mitzoruga
Mitzoruga is een geslacht van spinnen uit de  familie van de Miturgidae (spoorspinnen).

## Soorten
- Mitzoruga elapines Raven, 2009
- Mitzoruga insularis Raven, 2009
- Mitzoruga marmorea (Hogg, 1896)